# Gartempe (rzeka)
Gartempe – rzeka we Francji, przepływająca przez tereny departamentów Creuse, Haute-Vienne, Vienne, Indre oraz Indre i Loara, o długości 204,6 km. Stanowi dopływ rzeki Creuse. 
Gartempe przepływa przez Bessines-sur-Gartempe, Montmorillon i La Roche-Posay.